# دودي سيلا

## روابط إضافية
- دودي سيلا على موقع رابطة محترفي التنس (الإنجليزية)
- دودي سيلا على موقع الاتحاد الدولي لكرة المضرب (الإنجليزية)
- دودي سيلا على موقع كأس ديفيز (الإنجليزية)
- دودي سيلا على موقع خلاصة التنس.كوم (الإنجليزية)
- دودي سيلا على موقع إي إس بي إن.كوم (الإنجليزية)
- دودي سيلا على موقع اللجنة الأولمبية الدولية (الإنجليزية)
- دودي سيلا على موقع أوليمبيديا (الإنجليزية)
- Sela Recent Match Results
- Sela World Ranking History
- Sela's Juniors Results
- Davis Cup record
- Jews in Sports bio